# Saint-Ghislain

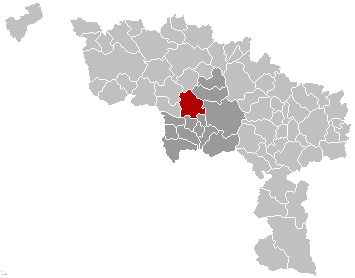
Saint-Ghislains läge inom provinsen Hainaut

Saint-Ghislain är en kommun i provinsen Hainaut i regionen Vallonien i Belgien. Saint-Ghislain hade 22 708 invånare per 1 januari 2008.